# European Talent Cup
A European Talent Cup egy gyorsasági-motorverseny sorozat fiatal versenyzők számára Európában. Az eredetileg a spanyol bajnokságot létrehozó CEV és a MotoGP-t szervező és annak kereskedelmi jogait birtokló Dorna hívta életre. A sorozat bejelentésére még 2016-ban került sor, az első szezont pedig még 2017-ben rendezték.
A cél az utánpótlás nevelése volt - ez a bajnokság is a Road to MotoGP program része lett. Gyakorlatilag ez jelentette a hiányzó lépcsőfokot a minimotorozás és a junior világbajnokság között a fiatal motorosok karrierjében. A szervezők az első 5 helyezett valamelyikét készek voltak anyagilag is támogatni, hogy az adott versenyző ott lehessen a junior vb-n. A Dorna több hasonló szériát is létrehozott a világban: ilyen az Asia Talent Cup, a British Talent Cup, a Northern Talent Cup, a North American Talent Cup, vagy a Red Bull Rookies Cup is. Az ETC gyakorlatilag az európai elit tehetséggondozója lett, ahonnan egyeneságon lehetett bejutni a MotoGP előszobájába (a junior vb-re).
13 és 17 éves kor közötti gyerekek indulhattak, akik egyforma motorokon mutathatták meg a tudásukat. Ez a verseny igazságossága szempontjából is fontos (sokkal inkább a tehetség számít), másfelől viszont a költségek csökkentése is szempont volt a sorozat létrejöttekor. A Dorna elérhetővé tett több, korábban az Asia Talent Cup-ban is használt Honda NSF250R motort, amit a csapatok megvásárolhattak és később maguknak is kellett felkészíteniük. A bajnokság gumibeszállítója a Dunlop lett.
2020-tól a spanyol napszemüveggyártó cég, a Hawkers névadó szponzorként jelent meg a sorozat nevében.

## Az eddigi szezonok
| Év   | Bajnok          | Ország        | Csapat              | Pontszám | Győzelmek | Dobogók | Versenyek száma |
| ---- | --------------- | ------------- | ------------------- | -------- | --------- | ------- | --------------- |
| 2017 | Manuel Gonzalez | Spanyolország | Halcourier Racing   | 150      | 1         | 5       | 11              |
| 2018 | Xavier Artigas  | Spanyolország | Honda Impala        | 140      | 0         | 4       | 11              |
| 2019 | Izan Guevara    | Spanyolország | Cuna de Campeones   | 186      | 6         | 7       | 11              |
| 2020 | David Alonso    | Kolumbia      | Openbank Aspar Team | 225      | 5         | 10      | 11              |
| 2021 | Maximo Martinez | Spanyolország | Team Honda Laglisse | 171      | 3         | 5       | 11              |
| 2022 | Guido Pini      | Olaszország   | AC RACING TEAM      | 165      | 1         | 5       | 11              |